# Quintaria submersa
Quintaria submersa är en svampart som beskrevs av K.D. Hyde & Goh 1999. Quintaria submersa ingår i släktet Quintaria och familjen Lophiostomataceae.   Inga underarter finns listade i Catalogue of Life.